# Obština General Toševo
Obština General Toševo (bulharsky Община Генерал Тошево) je bulharská jednotka územní samosprávy v Dobričské oblasti. Leží v severovýchodním cípu Bulharska v Dolnodunajské nížině u hranic s Rumunskem. Sídlem obštiny je město General Toševo, kromě něj zahrnuje obština 41 vesnic. Žije zde necelých 13 tisíc stálých obyvatel.

## Sídla
- Alexandăr Stambolijski[p 1]
- Balkanci
- Bežanovo
- Černookovo[p 1]
- Dăbovik[p 1]
- General Toševo[p 2] (sídlo správy)
- Gorica
- Gradini
- Izvorovo[p 1]
- Jovkovo[p 1]
- Kalina
- Kardam[p 1]
- Kăpinovo[p 1]
- Konare
- Kraište
- Krasen[p 1]
- Ljuljakovo[p 1]
- Loznica
- Malina[p 1]
- Ogražden
- Pčelarovo[p 1]
- Petleškovo[p 1]
- Pisarovo
- Plenimir
- Preselenci[p 1]
- Prisad[p 1]
- Ravnec[p 1]
- Rogozina[p 1]
- Rosen
- Rosica[p 1]
- Sărnino
- Sirakovo
- Sňagovo[p 1]
- Snop
- Spasovo[p 1]
- Sredina
- Uzovo
- Vasilevo[p 1]
- Velikovo
- Vičovo
- Zograf
- Žiten[p 1]

## Sousední obštiny
| Růžice kompasu |               |                        |         | Růžice kompasu |
| Růžice kompasu | Krušari       | Sever                  | Šabla   | Růžice kompasu |
| Růžice kompasu | Krušari       | Obština General Toševo | Šabla   | Růžice kompasu |
| Růžice kompasu | Krušari       | Jih                    | Šabla   | Růžice kompasu |
| Růžice kompasu | Dobrič-selska | Balčik                 | Kavarna | Růžice kompasu |

## Obyvatelstvo
K 15. prosinci 2024 v obštině žilo 12 799 obyvatel a bylo zde trvale hlášeno 15 069 obyvatel. Podle sčítání 7. září 2021 bylo národnostní složení následující:
- Bulhaři: 7 905 (81.4 %)
- Turci: 1 261 (13.0 %)
- Romové: 251 (2.6 %)
- ostatní[p 4]: 296 (3.0 %)

V období 2011 až 2021 v obštině ubylo 2 682 obyvatel.